# Oleg Vasziljevics Dolmatov
Oleg Vasziljevics Dolmatov (oroszul: Олег Васильевич Долматов; Cseljabinszk–40, 1948. november 29. –) orosz labdarúgóedző, korábban szovjet válogatott labdarúgó.

## Pályafutása

### Klubcsapatban
1967 és 1971 között a Kajrat Almati, 1972 és 1979 között pedig a Gyinamo Moszkva játékosa volt. Egyszeres szovjet bajnok (1976) és kupagyőztes (1977).

### A válogatottban
1971 és 1977 között 14 alkalommal szerepelt a szovjet válogatottban. Részt vett az 1972-es Európa-bajnokságon, ahol ezüstérmet szerzett.

## Sikerei, díjai

### Játékosként
Gyinamo Moszkva
- Szovjet bajnok (1): 1976
- Szovjet kupa (1): 1977
- Szovjet szuperkupa (1): 1977

Szovjetunió
- Európa-bajnoki ezüstérmes (1): 1972